# Yezoceryx montanus
Yezoceryx montanus là một loài tò vò trong họ Ichneumonidae.